# Mohamed Aoudou
Mohamed Aoudou, född 30 november 1989, är en beninsk före detta fotbollsspelare. Han spelade främst som anfallare.

## Karriär
Mohamed Aoudou har spelat för bland andra Istra från Kroatien och Évian Thonon Gaillard i Frankrike.
Han gjorde sin landslagsdebut för Benin 2009, och har bland annat spelat i VM-kvalmatcher samt deltagit i Afrikanska mästerskapet 2010.